# 高原豪久
高原 豪久（たかはら たかひさ、1961年7月12日 - ）は、日本の実業家。ユニ・チャーム創業者高原慶一朗の長男で、同社代表取締役社長や、日本衛生材料工業連合会会長、日本経営協会会長を務める。藍綬褒章受章。

## 人物・経歴
愛媛県川之江市（現四国中央市）出身。地元愛媛の小学校と東京の小学校に3年間ずつ通い、横浜市の全寮制の山手学院中学校・高等学校に進学。高校時代1年間アメリカ合衆国に留学した。
1986年成城大学経済学部卒業、三和銀行（現三菱UFJ銀行）入行。1991年ユニ・チャーム入社。1995年取締役に昇格。1996年取締役購買本部長兼国際本部副本部長。1997年常務取締役。1998年常務取締役サニタリー事業本部長。2000年常務取締役経営戦略担当。
2001年から創業者高原慶一朗の後任として代表取締役社長を務め、グローバル化を進めるなどし、売上を大幅に伸ばし、2012年には財界の経営者賞を受賞した。
2013年日本衛生材料工業連合会会長。2015年カルビー取締役。2021年野村ホールディングス取締役。2023年春の褒章で藍綬褒章を受章。

## テレビ出演
- 日経スペシャル カンブリア宮殿（テレビ東京）- ユニ・チャーム 社長として出演。 
  - 「不況下の最強企業！ トップシェア商品を連発する脅威の"ノルマ主義"を大解剖！」（2009年2月23日）[13]
  - 世界を変えた！スッゴイ挑戦スペシャル 激変の時代こそ挑め...成功を掴むDNA（2013年3月21日）[14]

## 書籍

### 著書
- 『賢人のビジネスリーダー力』（著者:星野佳路 髙田明 高原豪久 加藤智治 佐々木常夫）（2012年7月12日、幻冬舎）ISBN 9784344902534
- 『ユニ・チャーム 共振の経営 「経営力×現場力」で世界を目指す』（2014年6月1日、日本経済新聞出版社）ISBN 9784532319182
- 『ユニ・チャーム式 自分を成長させる技術』（2016年6月1日、ダイヤモンド社）ISBN 9784478065068

### 関連書籍
- 『共感の経営 一人一人が主役 ユニ・チャーム宣言』（著者:緒方知行）（1996年2月22日、東洋経済新報社）ISBN 9784492552643
- 『ユニ・チャームSAPS経営の原点 創業者高原慶一朗の経営哲学』（著者:二神軍平）（2009年10月29日、ダイヤモンド社）ISBN 9784478011751
- 『生活消費財産業で時価総額3兆円企業に 国際化進めたユニ・チャーム 急成長の軌跡』（著者:長谷川忠史）（2022年1月7日、銀河書籍/星雲社）ISBN 9784434298653